# Acharistskali
Acharistskali (en georgiano: აჭარისწყალი) es un pueblo de Georgia ubicado en el suroeste de la república autónoma de Ayaria, siendo parte del municipio de Jelvachauri.  

## Geografía
Acharistskali se encuentra en la vertiente sur de la cordillera de Mesjetia, en la orilla derecha del río Acharistskali y a 16 km del mar Negro. 

## Demografía
La evolución demográfica de Acharistskali entre 2002 y 2014 fue la siguiente:
| 256                                             | 274 |
| (Fuente: Population of Georgia in Soviet times) |     |

Según el censo de 2014, los georgianos constituían el 99,6% de la población local.